# Keigo Shimizu
Keigo Shimizu (n. 2 iulie 1939, Nagasaki, Japonia) este un înotător ce a reprezentat Japonia, medaliat olimpic. A participat la o ediție a Jocurilor Olimpice (1960) în care a câștigat o medalie de bronz.